# Wechsel (Pass)
Der Wechsel ist ein Gebirgspass im Wechselgebiet zwischen den österreichischen Bundesländern Niederösterreich und Steiermark.

## Lage und Ausbau
Der Wechselpass hat mit 980 m ü. A. den höchsten Punkt in der Nähe der Ortschaft Mönichkirchen und verbindet die Gemeinde Grimmenstein in der Buckligen Welt mit der Gemeinde Pinggau am Fuß des namensgebenden Berges Wechsel.
Er wird von der Wechselstraße B 54 überquert, die bis zum Ausbau der Südautobahn A 2 in den 1980er-Jahren die bedeutendste Autoverkehrsverbindung zwischen Wien und Graz war. Diese Bundesstraße wird heute auch als Panoramastraße bezeichnet, was auf die schönen Aussichtspunkte entlang der Straße hinweist.
Die Südautobahn überquert den Wechsel etwa 5 km östlich der Wechselstraße B 54 bei Knolln in einer Höhe von 714 m. Die Altstraße, vielleicht schon die Römerstraße, dürfte über Spital und den Hartbergpass dazwischen, westlich oder östlich des Hartbergs, gelaufen sein. Dieser ganze Raum kann als Wechselpass im weiteren Sinne gesehen werden.
|  |  |